# Twisted Sister
Twisted Sister war eine US-amerikanische Hard-Rock- bzw. Glam-Metal-Band, die ihre größten Erfolge in der ersten Hälfte der 1980er Jahre hatte. Mit ihrem Glam/Drag-Queen-Image und den eingängigen Songs gehörten Twisted Sister zu den schillerndsten Musikgruppen ihrer Zeit und erreichten Gold- und Platinstatus in den USA. Zu ihren bekanntesten Liedern gehören die Rockhymnen We’re Not Gonna Take It und I Wanna Rock, die häufig in Film-Soundtracks verwendet werden.

## Geschichte

### Die frühen Jahre
Twisted Sister wurden im Februar 1973 in New York gegründet. Sie traten ab März 1973 als Coverband in Aktion und gaben bei Konzerten Songs von den Rolling Stones, David Bowie oder Mott the Hoople zum Besten. Neben John „Jay Jay“ French, der sich zu diesem Zeitpunkt noch Johnny Heartbreaker nannte, bestanden Twisted Sister zu Beginn aus Sänger Michael „Valentine“ O’Neill, dem zweiten Gitarristen Billy „Diamond“ Stiger, dem Bassisten Kenneth Harrison-Neill und Schlagzeuger Mell „Starr“ Anderson. 1974 bekam die Band das Angebot ihren Song „To Serve a Man“ für den Soundtrack einer Twilight-Zone-TV-Episode aufzunehmen. Da Sänger O’Neill aber nicht zu den Aufnahmesessions erschien, wurde daraus nichts.
Im Januar 1975 waren mit Sänger Frank „Rick Prince“ Karuba und dem Gitarristen Keith „Angel“ Angelino zwei neue Musiker in der Gruppe, mit denen die Band einige Demos aufnahm. Karuba hielt es allerdings nicht lange bei der Gruppe, bereits ab April zeichnete Jay Jay French selbst für den Gesang verantwortlich. Ende des Jahres ersetzte Eddie Ojeda Keith Angelino an der Gitarre. Für Schlagzeuger Mell Anderson kam Kevin John Grace. Das Besetzungskarussell drehte sich Anfang 1976 erneut, als Grace durch den Trommler Tony Petri ersetzt wurde und Dee Snider als Sänger zur Band stieß. Ab diesem Zeitpunkt wandelte sich auch das Image von Twisted Sister langsam zu einer optischen Kreuzung aus den New York Dolls und Kiss. Im Dezember kam der ehemalige Dictators-Bassist Mark Mendoza als neues Mitglied zur Band. In dieser Besetzung nahmen Twisted Sister die beiden Singles I'll Never Grow Up Now (1979) und Bad Boys (Of Rock & Roll) (1980) auf. Auch We're Not Gonna Take It soll damals als zweite Single zur Debatte gestanden haben. Aber Dee Snider schaffte es der Legende nach nicht, den Text der Strophen rechtzeitig fertigzustellen. Der Song geriet daraufhin zunächst in Vergessenheit. Nach diesen beiden Singles verließ Toni Petri die Gruppe und ging zur Band Plasmatics. Er wurde erst durch Richard „Ritchie“ Teeter ersetzt, der später wiederum Joey Brighton Platz machen musste, bevor 1982 schließlich das klassische Twisted-Sister-Line-up mit A. J. Pero komplettiert wurde.
Am 28. Mai 1982 wurde die erste EP Ruff Cuts veröffentlicht. Darauf enthalten ist neben drei eigenen Songs auch eine Coverversion des Shangri-Las-Songs Leader of the Pack. Die EP erschien bei der britischen Firma Secret Records. Ab diesem Zeitpunkt sorgt die Band international für Aufsehen.

### Der Durchbruch
Nach der Veröffentlichung der EP machte die Band erst einmal in England Furore. Zwei ausverkaufte Shows im Londoner Marquee Club sowie die Rolle des Openers beim traditionellen Reading Festival erweckten das Interesse von Atlantic Records, die die Band unter Vertrag nahmen. Das Debütalbum Under the Blade erschien am 18. September 1982 und erreichte Platz 70 der englischen Albumcharts. Kaum ein halbes Jahr später, am 27. Juni, erschien bereits das zweite Album You Can't Stop Rock ’n’ Roll. Die Platte schaffte es in England bis auf Platz 14 der Charts. Eine US-Tour im Vorprogramm von Blackfoot und Krokus folgte im selben Jahr, wie auch ein Auftritt beim legendären Monsters-of-Rock-Festival in Castle Donington.
Die Band war in dieser Periode nicht untätig und so erschien am 10. Mai 1984 bereits Album Nummer drei Stay Hungry. Das Album ist nach einem frühen Film von Arnold Schwarzenegger benannt. Spätestens jetzt waren Twisted Sister auch in den USA Superstars. Die Singles The Price, I Wanna Rock und vor allem We're Not Gonna Take It bescherten der Band nicht zuletzt auch durch die Mithilfe von MTV einen durchschlagenden Erfolg. Allein bis zum Sommer 1985 wurden vier Millionen Exemplare von Stay Hungry verkauft. We're Not Gonna Take It entpuppte sich schnell als ultimativer Partysong, der durch seinen rebellischen Text für eine ganze Generation Jugendlicher spricht. Durch den Einsatz in einem globalen Werbespot erreichte der Song darüber hinaus ein breites Publikum. Auch heute noch gehört der Song in das Repertoire vieler Cover-Rock- und Party-Bands. Arnold Schwarzenegger verwendete das Lied auch als Hintergrundmusik für die offiziellen Informationstreffen seiner Gouverneurswahl im Jahr 2003. Durch Europa tourte die Band mit Metallica als Vorband, bevor sie Iron Maiden auf einer ausgedehnten Tournee durch die USA begleiteten.
Das vierte Album Come Out and Play erschien am 9. November 1985. Es enthält mit Leader of the Pack eine neue Version des gleichnamigen Songs der Ruff-Cuts-EP. Im Studio wurden sie darüber hinaus von einigen Gästen wie z. B. Alice Cooper, Billy Joel, Don Dokken oder dem Stray-Cats-Sänger Brian Setzer unterstützt. Mit dieser Platte legten sie auch ihr Glam-Image ab. Auf den Pressefotos zeigte sich die Band in Jeans und ohne Make-up. Das Album konnte nicht an den Erfolg des Vorgängers anknüpfen. A. J. Pero verließ die Band 1986 und kehrte zu der Band zurück, von der er einst gekommen war, den Cities. Sein Ersatz wurde Joey Franco. Das nächste Album wurde mit dem Produzenten Beau Hill in Angriff genommen. Love Is for Suckers erschien am 13. August und repräsentierte nach außen eine gereifte Band. Intern kriselte es jedoch. So bewahrheiteten sich später Gerüchte, dass Sessiongitarrist Reb Beach (später Winger, Dokken und Whitesnake) die meisten Gitarrenparts des Albums eingespielt haben soll. Eine US-Tour mit Great White und TNT als Vorbands folgte, bevor Twisted Sister am 10. Oktober 1987 in Minneapolis ihr vorerst letztes Konzert gaben. Die Band gab im Januar 1988 ihre Auflösung bekannt.

### Die Zeit danach
Franco und Mendoza tourten 1987 in der Band von Leslie West durch Amerika, Mendoza stieg 1989 bei Blackfoot ein. Dee Snider stellt eine neue Band namens Desperado auf die Beine, die in den folgenden Jahren erfolglos versuchte, einen Plattenvertrag zu bekommen. Aus dieser Band resultierte schließlich Widowmaker, mit der Snider 1992 und 1994 zwei Alben veröffentlichte. In diese Band war auch Joe Franco involviert. Weitere Projekte von Snider waren die Sick Muthafuckers, zu denen u. a. Marilyn-Manson-Bassist Twiggy Ramirez und Nine-Inch-Nails-Gitarrist Robin Fink gehören, sowie die Dee Snider Soloband, mit der er im Jahr 2000 ein Album veröffentlichte. Ojeda hingegen veröffentlichte Alben mit seiner Band Scarecrow. Von Twisted Sister gab es in dieser Zeit ein Best-of-Album namens Big Hits and Nasty Cuts (1992) sowie eine Live-CD mit dem Titel Live at Hammersmith (1994).

### Nach der Reunion

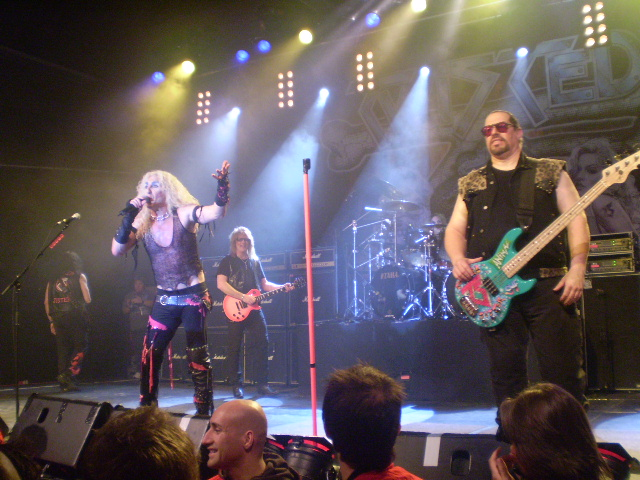
Twisted Sister, 2007

Im Juli 1997 spielten Twisted Sister drei Lieder beim Jubiläum des legendären New Yorker Clubs Speaks in der Besetzung Snider, French, Ojeda und Pero. Mark Mendoza lehnte weiterhin jede Zusammenarbeit mit Dee Snider ab. 1998 nahm die Band den Song Heroes Are Hard to Find für den Soundtrack von Dee Snider’s Strangeland auf. Im Studio waren jedoch nie mehr als zwei Mitglieder gleichzeitig anwesend. Am 3. Oktober des Jahres folgte eine gemeinsame Autogrammstunde. Den ersten kompletten Reunionauftritt absolvieren Twisted Sister im Jahr 2000, als erstmals die gesamte Band bei einem Wohltätigkeitsdinner auftrat. 2001 erschien das Tributealbum Twisted Forever, bei dem Szenegrößen wie Motörhead, Joan Jett, Lit, Fu Manchu, Overkill, Sebastian Bach, Anthrax, Rapper Chuck D von Public Enemy, Nashville Pussy, Hammerfall, Sevendust und einige andere mitwirken. Die Coverversion des Songs We’re Not Gonna Take It der Donots wurde 2002 veröffentlicht und stieg bis auf Platz 33 der deutschen Single-Charts ein.
Am 28. November desselben Jahres gaben Twisted Sister ihr erstes offizielles Konzert seit 14 Jahren beim New York Steel, einer Benefizveranstaltung für die Opfer des 11. Septembers. Aus Pietätsgründen verzichten sie hier auf die übliche grelle Kostümierung. Offiziell ist die Band seit 2003 wieder vereinigt. Neben Konzerten auf US-Luftwaffen- und Marinestützpunkten spielte die Band in Korea, Japan, beim Bang-Your-Head-Festival in Balingen und beim Sweden-Rock-Festival in Sölvesborg. Im März 2004 gingen Twisted Sister ins Studio, um ihr 1984er-Erfolgsalbum Stay Hungry komplett neu und mit sieben Bonustracks versehen einzuspielen. Das von Bassist Mark Mendoza produzierte Album erschien mit neuem Artwork unter dem Titel Still Hungry am 18. Oktober desselben Jahres. Im Sommer 2004 tourte die Band durch Brasilien, Spanien, Italien, Deutschland, England, die Schweiz, Ungarn und die Niederlande. Im Jahr 2005 erschien die DVD Live at Wacken – The Reunion. Im Juni 2005 tourte die Band durch Südamerika mit Hammerfall als Support. Im November folgt eine Englandtour, wo sie als Special Guest der Rocklegende Alice Cooper auftraten, dem sie fast 30 Jahre zuvor zu einem Comeback verholfen hatten.
Mit dem im Oktober 2006 erschienenen Weihnachtsalbum A Twisted Christmas wollten Twisted Sister ihre Karriere beenden. Auf dem Album coverte die Band bekannte Weihnachtslieder im Rockstil, u. a. enthält die Platte ein Duett mit Lita Ford. Überraschenderweise schaffte es das Album auf Platz 149 der Billboardcharts. In einem Interview vom 7. Februar 2008 erklärte Dee Snider, dass die Band weiterhin auftreten, aber kein neues Album mehr veröffentlichen werde. Am 6. April 2012 verstarb der ehemalige Schlagzeuger Richard „Ritchie“ Teeter im Alter von 61 Jahren an Speiseröhrenkrebs.

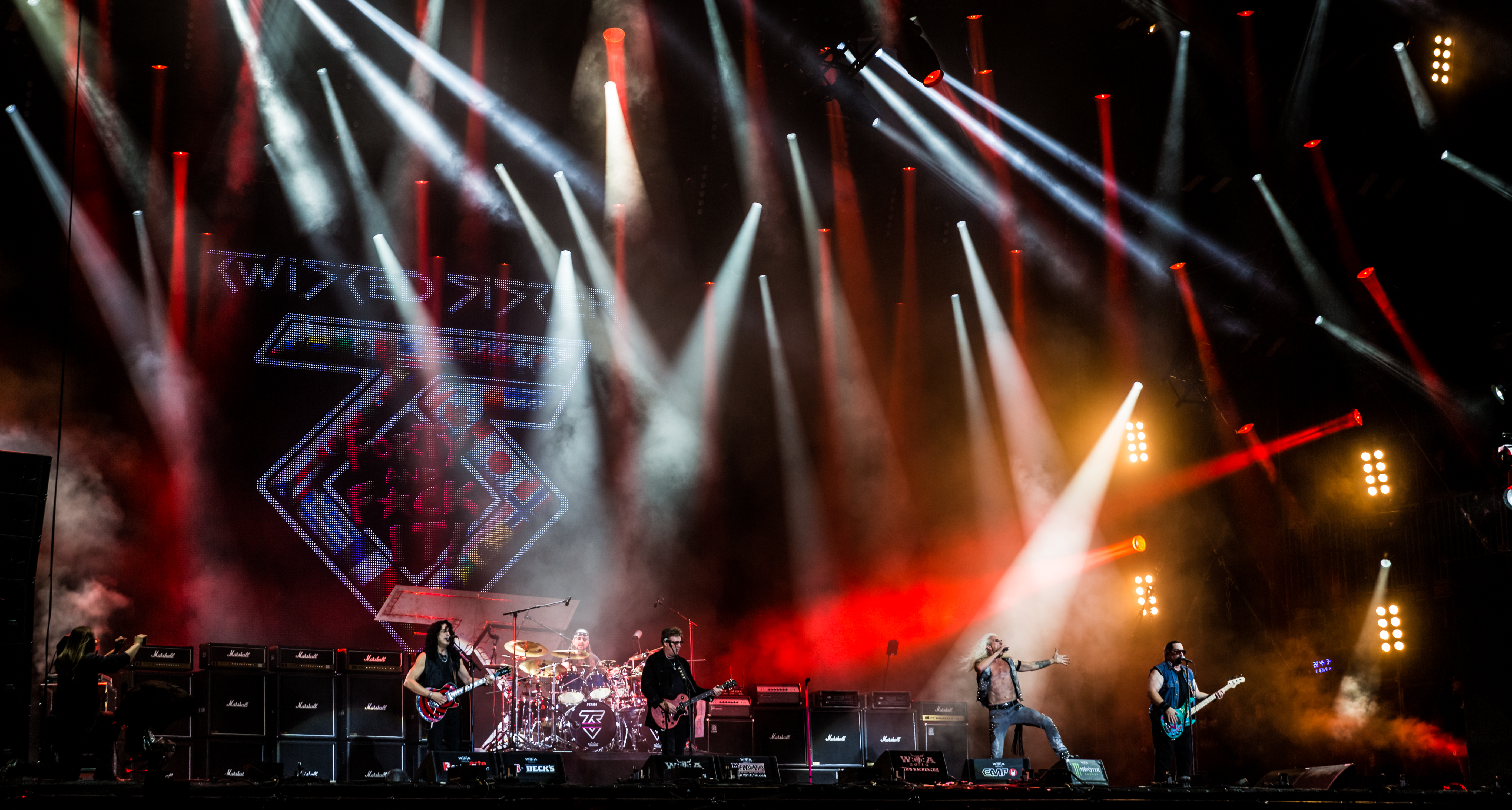
Twisted Sister live beim Wacken Open Air 2016

Am 20. März 2015 gab die Band den Tod ihres Schlagzeugers A.J. Pero bekannt. Sie schrieb: „The members of Twisted Sister are profoundly saddened to announce the untimely passing of our brother, A.J. Pero [drums]. The band, crew and most importantly the family of A.J. Pero thank you for your thoughts and prayers at this time.“ (Die Mitglieder von Twisted Sister sind zutiefst traurig, den viel zu frühen Tod unseres Bruders, A.J. Pero zu verkünden. Die Band, Crew und am wichtigsten seine Familie danken euch für eure Gedanken und Gebete in dieser Zeit). Eine Todesursache oder Auswirkungen auf Zukunftspläne der Band wurden nicht genannt. A.J. Pero wurde 55 Jahre alt und starb im Schlaf im Tourbus seiner Band Adrenaline Mob. Daraufhin gab die amerikanische Seite TMZ.com in einem Artikel bekannt, dass die Band mit Mike Portnoy (u. a. Ex-Adrenaline Mob und Ex-Dream Theater) 2016 auf eine Abschiedstour gehen werde. Zuerst würde die Band aber 2015 zwei Konzerte zu Ehren von A.J. Pero geben. Die Band verifizierte den Artikel auf ihrer Facebook-Seite.
2016 folgte dann eine Abschiedstour. Nachdem die Band bereits im Mai auf einer Preisverleihung in Las Vegas 2 Songs gespielt hatte, folgten zwischen 10. Juni und 12. November 2016 insgesamt 18 Konzerte, darunter beim Wacken Open Air, Bang Your Head, Sweden Rock Festival, Graspop Metal Meeting und Hellfest. Das letzte Konzert gab die Band in der Nähe von Monterrey, Mexiko.

## Bent Brother
Vor jeder Konzertreise seit der Reunion spielte die Band Konzerte unter dem Namen Bent Brother, bei denen sie ihr Set probten und ohne Make-up auftraten. Die Tickets waren normalerweise günstiger als bei regulären Twisted-Sister-Shows.

## Diskografie

### Studioalben
| Jahr | Titel                        | Höchstplatzierung, Gesamtwochen, AuszeichnungChartplatzierungen (Jahr, Titel, Platzierungen, Wochen, Auszeichnungen, Anmerkungen) | Höchstplatzierung, Gesamtwochen, AuszeichnungChartplatzierungen (Jahr, Titel, Platzierungen, Wochen, Auszeichnungen, Anmerkungen) | Höchstplatzierung, Gesamtwochen, AuszeichnungChartplatzierungen (Jahr, Titel, Platzierungen, Wochen, Auszeichnungen, Anmerkungen) | Höchstplatzierung, Gesamtwochen, AuszeichnungChartplatzierungen (Jahr, Titel, Platzierungen, Wochen, Auszeichnungen, Anmerkungen) | Anmerkungen                             |
| Jahr | Titel                        | DE | CH | UK | US | Anmerkungen                             |
| ---- | ---------------------------- | --- | --- | --- | --- | --------------------------------------- |
| 1982 | Under the Blade              | — | — | UK70 (3 Wo.)UK | — | Erstveröffentlichung: September 1982    |
| 1983 | You Can’t Stop Rock ’n’ Roll | — | — | UK14 (9 Wo.)UK | US130 Gold · (14 Wo.)US | Erstveröffentlichung: April 1983        |
| 1984 | Stay Hungry                  | DE48 (6 Wo.)DE | — | UK34 (5 Wo.)UK | US15 ×3Dreifachplatin · (51 Wo.)US                                                                                                | Erstveröffentlichung: 10. Mai 1984      |
| 1985 | Come Out and Play            | — | — | UK95 (1 Wo.)UK | US53 Gold · (17 Wo.)US | Erstveröffentlichung: 22. November 1985 |
| 1987 | Love Is for Suckers          | DE59 (1 Wo.)DE | CH17 (1 Wo.)CH | UK57 (2 Wo.)UK | US74 (11 Wo.)US | Erstveröffentlichung: 3. Juli 1987      |
| 2006 | A Twisted Christmas          | — | — | — | US147 (4 Wo.)US | Erstveröffentlichung: 17. Oktober 2006  |

grau schraffiert: keine Chartdaten aus diesem Jahr verfügbar

### Livealben
- 1994: Live at Hammersmith (aufgenommen 1984)
- 2005: Live at Wacken – The Reunion (DualDisc; aufgenommen 2003, 1980 und 1983)
- 2008: Live at the Astoria (aufgenommen 2004)
- 2011: Live at the Marquee Club (aufgenommen 1983)
- 2012: A Twisted X-Mas – Live in Las Vegas (aufgenommen 2006)
- 2016: Metal Meltdown – Live from the Hard Rock Casino Las Vegas (aufgenommen 2016)
- 2016: Rock ’n’ Roll Saviors – The Early Years (aufgenommen 1979, 1980 und 1983)

### Kompilationen
- 1992: Big Hits and Nasty Cuts – The Best of Twisted Sister
- 1999: We’re not Gonna Take It
- 1999: Club Daze Volume I – The Studio Sessions
- 2001: We’re not Gonna Take It and Other Hits
- 2001: Club Daze Volume II – Live in the Bars
- 2002: The Essentials
- 2005: Twisted Sister
- 2005: I Wanna Rock – The Ultimate Twisted Sister Collection
- 2016: The Best of the Atlantic Years

### Remixalben
| Jahr | Titel                     | Höchstplatzierung, Gesamtwochen, AuszeichnungChartsChartplatzierungen (Jahr, Titel, Platzierungen, Wochen, Auszeichnungen, Anmerkungen) | Anmerkungen                |
| Jahr | Titel                     | US | Anmerkungen                |
| ---- | ------------------------- | --- | -------------------------- |
| 1985 | Under the Blade – Remixes | US125 (11 Wo.)US | Erstveröffentlichung: 1985 |

### EPs
- 1982: Ruff Cuts
- 2021: Feel Appeal: Love Is for Suckers Extras

### Singles
| Jahr | Titel Album                                    | Höchstplatzierung, Gesamtwochen, AuszeichnungChartplatzierungen (Jahr, Titel, Album, Platzierungen, Wochen, Auszeichnungen, Anmerkungen) | Höchstplatzierung, Gesamtwochen, AuszeichnungChartplatzierungen (Jahr, Titel, Album, Platzierungen, Wochen, Auszeichnungen, Anmerkungen) | Anmerkungen                           |
| Jahr | Titel Album                                    | UK | US | Anmerkungen                           |
| ---- | ---------------------------------------------- | --- | --- | ------------------------------------- |
| 1983 | I Am (I'm Me) You Can’t Stop Rock ’n’ Roll     | UK18 (9 Wo.)UK | — | Erstveröffentlichung: März 1983       |
| 1983 | The Kids Are Back You Can’t Stop Rock ’n’ Roll | UK32 (6 Wo.)UK | — | Erstveröffentlichung: Mai 1983        |
| 1983 | You Can’t Stop Rock ’n’ Roll                   | UK43 (4 Wo.)UK | — | Erstveröffentlichung: 12. August 1983 |
| 1984 | We’re Not Gonna Take It Stay Hungry            | UK58 Silber · (6 Wo.)UK | US21 Gold · (15 Wo.)US | Erstveröffentlichung: 27. April 1984  |
| 1984 | I Wanna Rock Stay Hungry                       | UK93 (1 Wo.)UK | US68 (7 Wo.)US | Erstveröffentlichung: Oktober 1984    |
| 1985 | Leader of the Pack Come Out and Play           | UK47 (3 Wo.)UK | US53 (10 Wo.)US | Erstveröffentlichung: November 1985   |

Weitere Singles
- 1979: I’ll Never Grow Up, Now!
- 1980: Bad Boys (of Rock ’n’ Roll)
- 1984: The Price
- 1985: Shoot 'Em Down
- 1985: Be Chrool to Your Scuel
- 1985: King of the Fools
- 1985: You Want What We Got
- 1987: Hot Love
- 1987: Love Is for Suckers
- 1998: Heroes Are Hard to Find
- 2001: Sin City
- 2006: Oh Come All Ye Faithful
- 2006: Silver Bells
- 2007: I'll Be Home for Christmas

### Videoalben
| Jahr | Titel                         | Höchstplatzierung, Gesamtwochen, AuszeichnungChartsChartplatzierungen (Jahr, Titel, Platzierungen, Wochen, Auszeichnungen, Anmerkungen) | Anmerkungen                                                       |
| Jahr | Titel                         | CH | Anmerkungen                                                       |
| ---- | ----------------------------- | --- | ----------------------------------------------------------------- |
| 2015 | We Are Twisted Fucking Sister | CH10 (1 Wo.)CH | Erstveröffentlichung: 2015 als DVD und als Blu-ray veröffentlicht |

Weitere Videoalben
- 1984: Stay Hungry (VHS, auch als LD veröffentlicht)
- 1985: Come Out and Play (VHS)
- 2005: Live at Wacken – The Reunion (DVD)
- 2007: The Video Years (DVD)
- 2007: A Twisted Christmas Live (DVD; wurde 2007 auch unter der Bezeichnung A Twisted Christmas Live – A December to Remember und 2011 unter der Bezeichnung A Twisted X-Mas: Live in Las Vegas inklusive CD veröffentlicht)
- 2008: Live at the Astoria (DVD + CD)
- 2011: Double Live (DVD)
- 2011: From the Bars to the Stars – Three Decades Live (Boxset bestehend aus den DVDs Live at Wacken – The Reunion, A Twisted Christmas Live, Double Live und Live At Reading 1982)
- 2016: Metal Meltdown – Live from the Hard Rock Casino Las Vegas (mit CD und Blu-Ray veröffentlicht)

## Auszeichnungen für Musikverkäufe
| Goldene Schallplatte - Spanien - 2024: für die Single We’re Not Gonna Take It Platin-Schallplatte - Neuseeland - 1985: für das Album Stay Hungry - 2022: für die Single We’re Not Gonna Take It 2× Platin-Schallplatte - Kanada - 2009: für die Single I Wanna Rock | 5× Platin-Schallplatte - Kanada - 1985: für das Album Stay Hungry 8× Platin-Schallplatte - Kanada - 2009: für die Single We’re Not Gonna Take It |

Anmerkung: Auszeichnungen in Ländern aus den Charttabellen bzw. Chartboxen sind in ebendiesen zu finden.
| Land/RegionAuszeichnungen für Musikverkäufe (Land/Region, Auszeichnungen, Verkäufe, Quellen) | Silber  | Gold     | Platin       | Verkäufe  | Quellen                       |
| -------------------------------------------------------------------------------------------- | ------- | -------- | ------------ | --------- | ----------------------------- |
| Kanada (MC)                                                                                  | —       | —        | 15× Platin15 | 600.000   | musiccanada.com               |
| Neuseeland (RMNZ)                                                                            | —       | —        | 2× Platin2   | 50.000    | aotearoamusiccharts.co.nz NZ2 |
| Spanien (Promusicae)                                                                         | —       | Gold1    | —            | 30.000    | elportaldemusica.es           |
| Vereinigte Staaten (RIAA)                                                                    | —       | 3× Gold3 | 3× Platin3   | 4.500.000 | riaa.com                      |
| Vereinigtes Königreich (BPI)                                                                 | Silber1 | —        | —            | 200.000   | bpi.co.uk                     |
| Insgesamt                                                                                    | Silber1 | 4× Gold4 | 20× Platin20 |           |                               |